# 倉吉朝子
倉吉朝子（くらよしあさこ、1956年1月1日 - ）は日本の女優である。

## 経歴
1956年5月12日、東京都の生まれ。1974年、桜丘女子高等学校（現在の桜丘高等学校）を卒業。グラビア雑誌のモデルを経て、1978年に劇団NLT付属俳優教室に入り、『薔薇』『道遠からん』で舞台に立つ。翌1979年、にっかつロマンポルノ『団鬼六 花嫁人形』の主役に抜擢され映画デビュー。以後、『スケバンマフィア』シリーズ、『黒い下着の女』『絶頂姉妹 堕ちる』と主演作が作られる。テレビドラマでは『ザ・スーパーガール』『西遊記II』などにゲスト出演。劇襲団紙の船『“I Love You”サイキック・エレジー』に主演するなど、舞台出演も多い。。

## 出演

### 映画
- 団鬼六 花嫁人形（1979、にっかつ）[1][2][4] -　主演
- スケバンマフィア 肉刑（1980、にっかつ）[1][2][4] - 主演
- スケバンマフィア 恥辱（1980、にっかつ）[1][2][4] -　主演
- ひと夏の体験 青い珊瑚礁（1981、にっかつ）[1][2][4]
- 黒い下着の女（1982、にっかつ）[1][2][4] - 主演
- 絶頂姉妹 堕ちる（1981、にっかつ）[1][2][4] - 主演
- あんねの日記（1982、にっかつ）[1][2][4]
- セーラー服 百合族（1983、にっかつ）[1][2][4]
- 姉日記（1984、にっかつ）[1][2][4]
- 刑事物語5 やまびこの詩（1987、キネマ旬報社＝東宝）[1]
- リボルバー（1988、にっかつ）[1][2]

### オリジナルビデオ
- 裏切りの明日（1990、東映ビデオ）[1]
- THE レイプマン３（1994、ピンクパイナップル）[1][4]

### テレビドラマ
- ザ・スーパーガール 第28話「集団売春 地獄の密猟ルート」（1979） - ジュン・マキータ[1][5]
- 西遊記II（1979 - 1980）[1][5]
- 太陽にほえろ!
  - 第366話「真夜中の殺意」（1979） - 恵子
  - 第434話「ある誘拐」（1980）[5]
- 鬼平犯科帳（1980）
- ザ・ハングマン（1980 - 1981）[5]
- プロハンター 第21話「殺人志願」（1981）
- 銭形平次（1987）[5]
- 夏家族（1987）[1][5]
- 六本木ダンディーおみやさん（1987）[5]
- 愛と復讐の海（1988）[1][5]
- かけおち通り（1988）[1]
- お通夜の人指し指（1990）[5]
- さらば愛しき人よ（1991）[1][5]
- 風のロード 湯煙り地獄巡り（1992）[1]
- ifもしも「誘拐するなら男の子か女の子か」（1993、未放映）[1]

### 舞台
- セクシー・ギャルの青いためいき「名美を探して」（1980、作・演出は石井隆）[1] - 主演
- DREAM in DREAM 夢の中の夢（1989、劇襲団紙の船）
- “I Love You”サイキック・エレジー（1991、劇襲団紙の船）[1] -　主演
- メナムの惑星（プリズム43）[1]
- 死体のある風景（ぷかぷか共和国）[1]